# ルイ・アンリ・ドゥ・パルダヤン・ドゥ・ゴンドラン
モンテスパン侯爵ルイ・アンリ・ドゥ・パルダヤン・ドゥ・ゴンドラン（Louis Henri de Pardaillan de Gondrin, marquis de Montespan, 1640年 - 1691年12月1日）は、フランスの貴族、軍人。ルイ14世の公妾だったモンテスパン侯爵夫人フランソワーズ・アテナイスの夫。多くの軍人を輩出したガスコーニュ地方の古い名門貴族の家系に生まれ、彼自身も軍人として各地の戦場で活躍した。

## 生涯
1663年、23歳で侍従長モルトゥマール公爵ガブリエル・ドゥ・ロシュシュアールの令嬢で王妃付き侍女のフランソワーズ・アテナイス・ドゥ・ロシュシュアール・ドゥ・モルトゥマールと結婚した。1663年に長女マリー＝クリスティーヌ（12歳で夭折）、1665年に長男ルイ・アントワーヌ（後のダンタン公爵）が生まれた。
1666年に妻がルイーズ・ド・ラ・ヴァリエールと争って国王ルイ14世の公妾になったが、戦場にいたモンテスパン侯爵がこの事実を知ったのは数年後であった。
遠隔地のルーシオンに駐屯していたモンテスパン侯爵は、1669年に突然何の前触れもなく妻に会いたい一心でルーヴル宮殿を訪れた。しかし、久しぶりに会った妻がよそよそしく、冷ややかな態度を取ったことにモンテスパン侯は深く失望し、落胆した。
この年の夏に、モリエールの傑作『ジョルジュ・ダンダン』の劇が宮廷で上演された。この劇は別名『やり込められた亭主』と言い、成り上がりの百姓のジョルジュ・ダンダンが貴族の娘を妻に迎え、さんざん彼女の浮気に悩まされるという内容である。当時の風潮を風刺していたため、観客達は大笑いして楽しんだ。そんな中、他の観客達よりもひときわ劇に見入り、大笑いしていたのがモンテスパン侯だった。そんな侯爵の様子に、事情を知っている他の観客達は失笑を禁じえなかった。
その後、見かねたモンテスパン侯爵の友人が、王とフランソワーズの関係を彼に知らせた。自分が妻を寝取られた夫として、笑い者にされていた事を知った侯爵は激怒した。自分の言う事をフランソワーズが聞かない事もあり、怒った侯爵は何度も妻を殴り続けた。しかし、フランソワーズは夫に対して弁解も謝罪もしようとはせず、ただ黙って暴力に耐え、冷笑しながら見つめるだけだった。そんな妻の態度にますますモンテスパン侯爵は深く傷つき、さらに妻と王に対する怒りが激しくなっていった。侯爵は、他の貴族達の例のように夫婦間の不貞を見てみぬふりをしてやり過ごす、という事ができなかった。
妻の実家はこの関係を利用して王家から莫大な利益を引き出した。それとは対照的に、侯爵は妻をルイ14世に寝取られたことを家門の恥と考えた。
やがてモンテスパン侯爵は「妻の貞操に対する喪」と称して喪服で宮廷に現われるなど、公然とルイ14世を非難するようになった。彼は王の怒りを買い、投獄された。後にパリを追放された。2週間後に領地に隠棲することを条件に釈放され、葬儀用の馬車でパリ市街を回ってから居城ボヌフォン城に帰り、領地を挙げて妻の葬儀を大々的に行った。この年のうちに王は、パリ高等法院に命令すると、フランソワーズの離婚請求を強引に認めさせてしまった。モンテスパン侯には、妻との離婚費用として10万エキュの大金が下賜された。
のち、モンテスパン夫人が公妾の地位を失い、宮廷から追放された際には復縁を拒否し、侯爵自身は宮廷に復帰した。侯爵はモンテスパン夫人の生んだルイ14世の7人の庶子たちの形式上の父ということになっており、この奇妙な状況を楽しんでいたという。
1691年に死去。モンテスパン夫人を遺言執行人の1人に指名していた。